# David Kalivoda
David Kalivoda (* 25. August 1982 in Ledeč nad Sázavou) ist ein tschechischer Fußballspieler.

## Vereinskarriere
Kalivoda spielte in seiner Jugend für Kovofiniš Ledeč n.S., Jiskra Havlíčkův Brod und ab 14 Jahren bei Slavia Prag. Am 31. März 2001 debütierte der Mittelfeldspieler für Slavia in der Gambrinus Liga. Im Juli 2001 wurde Kalivoda an den FK Chmel Blšany ausgeliehen, bei dem er regelmäßig zum Einsatz kam.
Im April 2002 holte ihn Slavia zurück, in der Saison 2001/02 bestritt er eine Partie für die Prager. Zur Saison 2002/03 wurde er abermals ausgeliehen, diesmal an den Zweitligisten FC Roubina Dolní Kounice. Schon zur Rückrunde kehrte er nach Prag zurück und wurde in den letzten fünf Spielen eingesetzt.
Die Saison 2003/04 verbrachte er bei seinem Stammverein und kam auf 18 Einsätze, wobei ihm auch sein erstes Tor in der höchsten Spielklasse gelang. Schon in der folgenden Saison wurde er aber kaum noch eingesetzt, erneut schien ein Leihgeschäft die beste Lösung zu sein. Kalivoda wurde im Januar 2005 zum damaligen Zweitligisten FK Viktoria Žižkov geschickt.
Im Sommer 2005 wechselte der Wandervogel abermals den Verein, jedoch nicht die Stadt. Er wurde an den Stadtrandklub SC Xaverov ausgeliehen. Nach einem halben Jahren kehrte Kalivoda Anfang 2006 zu Slavia zurück und konnte sich endgültig durchsetzten.
Zur Saison 2008/09 wechselte Kalivoda zum 1. FC Brünn. Im September 2009 wurde er bis Saisonende an den FK Teplice ausgeliehen. Nach seiner Rückkehr im Sommer 2010 zum 1. FC Brünn gab er bekannt, dass der FK Teplice die Kaufoption für ihn gezogen hat. Somit kehrte er zu Teplice zurück und kam bis zum Juni 2011 auf 19 Spiele und erzielte dabei 3 Tore. Im Sommer 2011 verließ er den FK Teplice und wurde an FK Viktoria Žižkov verliehen. Er spielte in der ersten Saisonhälfte 2011/2012, 10 Spiele und erzielte dabei ein Tor für FK Viktoria in der Gambrinus Liga. Im Frühjahr 2012 kehrte er zum FK Teplice zurück und gehört in der Rückrunde zum Kader der Reserve-Mannschaft an.